# Dolgoïe
Dolgoïe (en russe : Долгое) est une commune urbaine de l'oblast d'Orel, en Russie, et le centre administratif du raïon Doljanski. Sa population s'élevait à 4 691 habitants en 2009.

## Géographie
Dolgoïe est arrosée par la rivière Doljanka. Elle se trouve à la limite sud-est de l'oblast, à 102 km de Koursk et à 112 km au sud-est d'Orel.

## Climat
Le climat est tempéré continental. La température moyenne en janvier est de −9 °C, en juillet de 18 °C. Les précipitations sont en moyenne de 500 mm par an, le maximum en été.

## Histoire
Dolgoïe a le statut de commune urbaine depuis 1974.

## Population
La population de Dolgoïe se compose de 95 pour cent de Russes et 1,3 pour cent d'Ukrainiens.

## Transports
Dolgoïe est située à 181 km par la route au sud-est d'Orel. Livny, la ville la plus proche se trouve à 50 km. Dolgoë possède une gare ferroviaire sur la ligne de chemin de fer de Moscou (Московская железная дорога).

## Économie
L'économie repose sur la transformation des produits de l'agriculture et de l'élevage : huile végétale, lait écrémé en poudre, boulangerie, silo à grains. Une société d'impression, Doljanskoïe OuMG ( Должанское УМГ).